# 76 (Armin van Buuren)
76 is het eerste album van de Nederlandse dj Armin van Buuren. De titel is een verwijzing naar zijn geboortejaar.
Van dit album werd de single Burned With Desire als single uitgebracht. Dit gebeurde in 2004. Op dit nummer wordt hij bijgestaan door zangeres Justine Suissa. Burned With Desire behaalde de elfde plek in de Nederlandse top 40. Het nummer Blue Fear zorgde voor Van Buurens doorbraak in Groot-Brittannië. Dit was niet de versie die op dit album te vinden is. Op 76 staat ook een remix van het nummer Stay van Krezip.
| 1.                   | Prodemium                         |                | 2:05 |
| 2.                   | Precious                          |                | 6:58 |
| 3.                   | Yet Another Day                   | Ray Wilson     | 5:24 |
| 4.                   | Burned with Desire                | Justine Suissa | 5:53 |
| 5.                   | Blue Fear 2003                    |                | 7:33 |
| 6.                   | From the Heart                    | System F       | 7:30 |
| 7.                   | Never Wanted This                 | Justine Suissa | 4:53 |
| 8.                   | Astronauts                        |                | 5:36 |
| 9.                   | Stay                              | Krezip         | 5:08 |
| 10.                  | Wait for You (Song for the Ocean) | Victoria Horn  | 7:12 |
| 11.                  | Sunburn                           |                | 6:16 |
| 12.                  | Communication                     |                | 4:16 |
| 13.                  | Slipstream                        | Airwave        | 7:07 |
| Totale duur: 1:16:00 |                                   |                |      |

## Medewerkers
- Armin van Buuren – componist, producent
- Ferry Corsten, Ray Wilson, Justine Suissa - producent
- Jacqueline Govaert, Ray Wilson, Justine Suissa, Victoria Horn - vocalisten